# Холлман, Кори
Кори Холлман (англ. Corey Hollman; род. 25 сентября 2003, Австралия) — австралийский футболист, полузащитник клуба «Сидней».

## Клубная карьера
Холлман — воспитанник клуба «Сидней». 26 декабря 2021 года в матче против «Макартур» он дебютировал в А-Лиге.  